# 高木琢也
高木 琢也（たかぎ たくや、1967年11月12日 - ）は、長崎県南島原市出身の元プロサッカー選手、サッカー指導者（JFA 公認S級コーチ）。現役時代のポジションはフォワード（FW）。元日本代表。大阪商業大学卒業。Jリーグ・V・ファーレン長崎の取締役兼CRO（クラブ・リレーションズ・オフィサー）および監督を務める。
家族は妻と一男一女。第一子の長男はサッカー選手の高木利弥。

## 選手時代の特徴
現役時代は、184 cm・85 kg（選手時代は188cm・82kgとなっていた）という恵まれた体格を生かしたポストプレーやヘディングを武器に得点を重ねたセンターフォワード。「アジアの大砲」と呼ばれ、ハンス・オフト監督政権下の日本代表におけるキーマンであった。マーク・ヒューズを憧れの選手としていた。

## 選手経歴
長崎県南高来郡北有馬町（現・南島原市）出身。小学生時代は野球少年で、「堀内2世」と周囲に言われた豪腕投手だった。
中学3年生の時、2年後に島原商業高校サッカー部監督の小嶺忠敏が国見高校に異動するという情報を耳にしていた。高校2年生から指導を受けられる予定であったため、島原商業ではなく、国見高校に進学する。2年生になり、小嶺が国見高校に赴任してきたとき、新3年生の部員はおらず、また、2年生の部員も小嶺の指導のあまりの厳しさに1人、2人と減り、秋になる頃には高木1人しか残っていなかった。そのため、小嶺新体制の国見高校サッカー部のいわば「長男坊」として、早くからチームのまとめ役を任された。3年時には主将としてインターハイに初出場し、国見高校の選手を中心に編成された長崎県選抜チームで臨んだ国体サッカー少年男子の部では、準優勝と得点王に輝いたが、全国高校サッカー選手権では県予選で後に同僚となる前川和也を擁する平戸高校に敗れて初出場は果たせなかった。
高校卒業後の1986年に大阪商業大学へ入学し、同大学のサッカー部でプレー。小嶺の師でもある上田亮三郎から指導を受け、関西学生サッカーリーグ戦では1987年と1988年の2度、1部リーグで優勝した。
大学卒業後、当時のマツダサッカー部監督・今西和男からの誘いを断り、フジタ（現:湘南ベルマーレ）に入団。しかしチームに合わず、1991年今西からもう一度声を掛けられマツダに入団。早くから攻撃の中心選手として活躍した。またマンチェスター・ユナイテッドFCに短期留学したこともあった。マツダがサンフレッチェ広島F.Cとして発足するとプロ契約、1992年にはJSL新人王を獲得。
1993年5月26日の第4節横浜マリノス戦での決勝ゴールが Jリーグ初ゴールとなった。しかしこの年11ゴールは決めたものの、期待されていた程のゴールは挙げられずに終わった。
1994年には、イワン・ハシェックと抜群のコンビで、第19節で首位争いをしていた清水エスパルスとの首位攻防戦で2ゴールを決め、優勝を決めた第21節のジュビロ磐田戦では同点を奪うなど、広島の1stステージ優勝の原動力となった。しかし、同年のJリーグチャンピオンシップの第2戦でV川崎の加藤久のスライディングにより負傷し、1995年の1stステージは怪我で全く出場出来なかったが、2ndステージから複帰、第75回天皇杯全日本サッカー選手権大会準決勝のガンバ大阪戦では先制点を決めて決勝進出に貢献した。1996年9月21日のジェフ市原戦では、サンフレッチェの日本人選手としては初となるハットトリックを決めた。1997年5月3日の京都パープルサンガ戦でのゴールはJリーグ3500点目のゴールとなった。
1998年、広島の経営悪化に伴い移籍金を得るため放出を余儀なくされ、本人も環境を変えるいい機会として、ヴェルディ川崎へ移籍。前線の基点としてプレーし、開幕戦となったベルマーレ平塚戦で移籍後初ゴールを挙げ、第9節のアビスパ福岡戦ではハットトリックを決めるなど、ファーストステージだけで9ゴールを挙げたが、怪我でセカンドステージのほとんどを欠場し、1シーズン目は22試合9ゴールの成績を残した。しかし、次第に怪我により活躍できなくなっていく。V川崎で2シーズンプレーした後、1999年末には日本代表のコーチや監督として指導を受けていた岡田武史監督に誘われ、コンサドーレ札幌へ移籍。初めてJ2でのプレーとなった2000年は札幌のJ2優勝メンバーとなった。2000年12月3日、天皇杯2回戦、草津東高戦では現役最後のゴールとなったゴールを決めたが、リーグ戦初の年間ノーゴールに終わり、同年を最後に、膝の負傷などを理由にして現役を引退した。

## 代表経歴
1992年にはハンス・オフト監督が指揮する日本代表にも初選出され、ダイナスティカップ1992では決勝の韓国戦でのゴールを含め、4試合で5ゴールを挙げて得点王に輝き、広島で開催されたアジアカップでは決勝のサウジアラビア戦で決勝ゴールを決め、日本の初優勝に貢献。「アジアの大砲」というキャッチフレーズで、人気選手の一人となった。同年のFIFAワールドカップ・アジア最終予選にも出場したが、2試合ノーゴールに終わり、またイエローカード累積で次節の北朝鮮戦は出場停止となった。これまで代表チームのFWの主軸であったものの、北朝鮮戦以降は中山雅史の活躍でポジションを奪われ、予選最終戦のイラク戦でも出場機会は与えられなかった。
1997年、1998 FIFAワールドカップ・アジア予選の一次予選では、3月25日のマカオ戦、3月27日のネパール戦と、釜本邦茂以来と2人目となる代表2試合連続ハットトリックを達成した。最終予選直前に行われた、JOMO CUP、Jリーグ外国籍選抜との対戦以降は代表に呼ばれていなかったが、最終予選最終節のカザフスタン戦に招集され、後半途中から出場して1ゴールを挙げた。この試合が代表最後の出場となった。続くプレーオフのイラン戦（ジョホールバルの歓喜）では招集されず、翌年はJリーグで好調であったものの、本大会でも日本代表には選ばれなかった。

## 指導者経歴
サッカー解説者として活動する傍ら、2005年には将来のJリーグ参入を目指して高木の故郷である長崎県で結成されたV・ファーレン長崎から監督就任のオファーを受けた。しかし、解説者としての仕事の都合や、当時はまだS級ライセンス取得中であったことから監督就任は見送り、技術アドバイザーとしてチームを支えることになり、主にサッカー解説のない時に来訪して指導していた。
S級ライセンス取得後、2006年からはJ2の横浜FCのコーチに就任し、指導者としての第一歩を踏み出した。更にチーム始動から1ヶ月程しか経っていない第1節終了後の3月6日には足達勇輔監督が解任されたことに伴い監督に昇格し、チームを指揮することになった。指導経験に乏しく、準備期間も与えられなかった上、先輩に当る三浦知良を選手として起用することへの指導面も含め、難しい立場と思われていた。フロントの決断はサポーターの批判も招き、高木の初指揮となった第2節のホーム開幕戦では横断幕ゼロ、一切のコールを行わず試合を見守るのみという沈黙の抗議を行なう事態となった。
しかし高木就任後、チームは15戦無敗。新監督として過去にない好成績を残し、J2加入以来5年間下位に沈んでいたチームを一気に昇格争い出来るチームへ変貌させた。更にイタリア代表の堅固な守備を称したカテナチオをもじって名付けられた「ハマナチオ」は、770分間連続無失点のJリーグ新記録 及び7試合連続無失点のJ2タイ記録も樹立し、選手・サポーターの信頼を勝ち得た。11月26日、第51節（残り1試合）でのサガン鳥栖戦の勝利と、同節の他チームの結果によってJ1昇格を決定させると共に、指導者として初のタイトル（J2優勝）を獲得。初物づくしの一年となり、高木の手腕はサッカー評論家などの間で高く評価された。
2007年も同チームを指揮、開幕戦では敗れたものの前年王者の浦和レッズを苦しめ、第2節の「横浜ダービー」横浜FM戦で勝利するなど、開幕直後はJ1でも通用するかに見えた。しかし、他クラブとの戦力差は否めず、「ハマナチオ」はあっという間に崩壊、大量失点を繰り返した。新戦力の奥大介や久保竜彦も故障で離脱するなどし、大差での最下位（18位）に低迷。三浦淳宏獲得などの補強方針を巡ってフロントとの確執も表面化し、8月27日をもって監督を解任された。
その後はTBSのスーパーサッカー などでサッカー解説者を務め、2008年、J1に復帰した東京ヴェルディのコーチに就任。2009年からはクラブのJ2降格に伴い退任した柱谷哲二の後を受け、東京Vの監督に就任した。経営難から満足な戦力が整わない中、中盤には6連勝を含む10戦負けなしを記録するなど奮闘したが、クラブの身売り・存続の危機というピッチ外での騒動の影響もあって、徐々に成績は下降。1年でのJ1復帰がなくなったことに加え、第89回天皇杯の初戦でJFL所属のホンダロックSCに敗れたことが引き金となり、7試合を残した10月に途中解任された。
2010年より、ロアッソ熊本の監督に就任。守備に重点に置きながらカウンターを狙うという戦術が功を奏して失点数を大幅に減らすことに成功し、J2昇格後3年目のチームを初めて1桁順位（7位）に押し上げた。しかし翌年11位に後退、更にその次2012年も12位以下が確定したことから、クラブは2012年11月8日、同年シーズンの公式試合が終了次第退任させることを発表した。
2013年より、かつてアドバイザーを務めたV・ファーレン長崎の監督に就任。J2初年のチームを6位に導き、J1昇格プレーオフ進出を果たした。2014年は14位に終わったものの、2015年には6位となり2年ぶりにJ1昇格プレーオフへ進出した。2016年は15位に終わったが、2017年には2位となりチームをJ1初昇格に導いた。
2018年シーズンは、J1開幕戦から第6節・FC東京戦まで2分4敗と苦しむが、第7節・清水エスパルス戦で長崎のJ1初白星を記録する と、第11節・ジュビロ磐田戦まで4連勝を達成。J1リーグ前半戦終了となる第17節終了時点で、15位・5勝2分10敗の成績で折り返す。J1リーグ後半戦開始となる第18節・FC東京戦で勝利を挙げるが、第19節・北海道コンサドーレ札幌戦から第25節・湘南ベルマーレ戦まで1分6敗と苦しみ、チームは最下位へ転落。第26節・名古屋グランパス戦で7連勝中の名古屋を4-3で下し勝利する と、続く第27節・ベガルタ仙台戦でも勝利を挙げ、2連勝を達成する。しかし、最下位脱出とはならず、11月10日、第32節・横浜FM戦に敗れたことで自動降格圏である17位以下が確定。11月17日、J2リーグの最終節でFC町田ゼルビアの4位が確定したことにより、J1残留の可能性が消滅。1年でのJ2降格が決定した。11月19日、契約満了に伴い、2018シーズン限りで退任することが発表された。第33節・ガンバ大阪戦で敗れ、長崎は最下位での降格が決定。最終節では清水と対戦し、4-4で引き分け、長崎のJ1初挑戦となった2018年シーズンの勝ち点は30となった。J1リーグの最下位チームとしては、現行の18チーム制になった2005年以来、過去最多を記録した。
2019年シーズンより、大宮アルディージャで監督を務める。自動昇格圏内の僅差の3位までチームを引き上げたが、J1参入プレーオフ初戦でモンテディオ山形に敗れ、J1昇格を逃した。2020年は開幕4連勝で首位に立ったが、コロナ禍による過密日程やけが人続出もあり次第に成績が下降し最終的には15位と低迷。12月8日、大宮の監督を退任すると発表された。
2021年6月1日、解任された三浦文丈の後任として、SC相模原の監督に就任することが発表された。2022年5月20日、解任が発表された。
2022年12月、V・ファーレン長崎に復帰し、同社の代表取締役兼CROとなる。
2025年6月16日、契約解除された下平隆宏の後任として、V・ファーレン長崎の監督に就任することが発表された。同チームを率いるのは自身2度目となる。

## エピソード
- オフト監督時代の日本代表（オフト・ジャパン）のFWとしては三浦知良（カズ）がマスメディアなどで注目されたが、高木や三浦と共に同時期のFWだった武田修宏の話では「フォワードの軸は高木で、カズは2番手、武田自身は5番手」であったという[45]。
- Jリーグ初期の変動背番号制時代は「10番」を長く背負ってきたが、固定番号制が採用された1997年以降「18番」を選んでいる（初めて日本代表に選ばれたときの番号が18だったことに由来）。ちなみに、そのとき10番を付けたのが、後に横浜FCで高木の下でプレーした久保竜彦である。
- 高木（国見高校）の高校選手権出場を阻んだ平戸高校のGKは、のちに広島でチームメイトとなった前川和也である[5]。
- 2006年から、地域・家庭・学校が協力して子供を育む長崎県の県民運動「こころねっこ運動」のイメージキャラクターを務めており、テレビCMではお父さん役をこなした。

## 所属クラブ
- 1983年 - 1985年 長崎県立国見高等学校
- 1986年 - 1989年 大阪商業大学
- 1990年 - 1991年  フジタ
- 1991年 - 1997年  マツダ / サンフレッチェ広島
- 1998年 - 1999年  ヴェルディ川崎
- 2000年  コンサドーレ札幌

## 個人成績
| 国内大会個人成績 | 国内大会個人成績 | 国内大会個人成績 | 国内大会個人成績 | 国内大会個人成績 | 国内大会個人成績 | 国内大会個人成績 | 国内大会個人成績  | 国内大会個人成績 | 国内大会個人成績 | 国内大会個人成績 | 国内大会個人成績 |
| 年度             | クラブ           | 背番号           | リーグ           | リーグ戦         | リーグ戦         | リーグ杯         | リーグ杯          | オープン杯       | オープン杯       | 期間通算         | 期間通算         |
| 年度             | クラブ           | 背番号           | リーグ           | 出場             | 得点             | 出場             | 得点              | 出場             | 得点             | 出場             | 得点             |
| 日本             | 日本             | 日本             | 日本             | リーグ戦         | リーグ戦         | JSL杯/ナビスコ杯 | JSL杯/ナビスコ杯  | 天皇杯           | 天皇杯           | 期間通算         | 期間通算         |
| ---------------- | ---------------- | ---------------- | ---------------- | ---------------- | ---------------- | ---------------- | ----------------- | ---------------- | ---------------- | ---------------- | ---------------- |
| 1990-91          | フジタ           | 8                | JSL2部           | 15               | 3                | 0                | 0                 |                  |                  |                  |                  |
| 1991-92          | マツダ           | 20               | JSL1部           | 22               | 9                | 0                | 0                 | 2                | 1                | 24               | 10               |
| 1992             | 広島             | -                | J                | -                | -                | 7                | 4                 | 0                | 0                | 7                | 4                |
| 1993             | 広島             | -                | J                | 29               | 11               | 0                | 0                 | 2                | 0                | 31               | 11               |
| 1994             | 広島             | -                | J                | 42               | 14               | 0                | 0                 | 0                | 0                | 42               | 14               |
| 1995             | 広島             | -                | J                | 24               | 5                | -                | -                 | 5                | 4                | 29               | 9                |
| 1996             | 広島             | -                | J                | 30               | 11               | 6                | 1                 | 5                | 2                | 41               | 14               |
| 1997             | 広島             | 18               | J                | 26               | 12               | 0                | 0                 | 2                | 1                | 28               | 13               |
| 1998             | V川崎            | 18               | J                | 22               | 9                | 1                | 0                 | 3                | 0                | 26               | 9                |
| 1999             | V川崎            | 18               | J1               | 18               | 2                | 3                | 1                 | 0                | 0                | 21               | 3                |
| 2000             | 札幌             | 18               | J2               | 17               | 0                | 1                | 0                 | 3                | 1                | 21               | 1                |
| 通算             | 日本             | 日本             | J1               | 191              | 64               | 18               | 6                 | 17               | 7                | 226              | 77               |
| 通算             | 日本             | 日本             | J2               | 17               | 0                | 1                | 0                 | 3                | 1                | 21               | 1                |
| 通算             | 日本             | 日本             | JSL1部           | 22               | 9                | 0                | 0                 | 2                | 1                | 24               | 10               |
| 通算             | 日本             | 日本             | JSL2部           | 15               | 3                | 0                | 0\|\|\|\|\|\|\|\| |                  |                  |                  |                  |
| 総通算           | 総通算           | 総通算           | 総通算           | 245              | 76               | 19               | 6\|\|\|\|\|\|\|\| |                  |                  |                  |                  |

その他の公式戦
- 1991年
  - コニカカップ 6試合3得点
- 1994年
  - Jリーグチャンピオンシップ 2試合0得点
- Jリーグ初出場 1993年5月16日対ジェフユナイテッド市原戦 (広島スタジアム)
- Jリーグ初得点 1993年5月26日対横浜マリノス戦 (広島スタジアム)

## 代表歴
- 初出場 1992年5月31日  アルゼンチン代表戦 (国立霞ヶ丘競技場陸上競技場)
- 初得点 1992年8月24日  中華人民共和国代表戦 (北京)

### 試合数
- 国際Aマッチ 44試合 27得点 (1992年 - 1997年)

| 日本代表 | 国際Aマッチ | 国際Aマッチ |
| 年       | 出場        | 得点        |
| -------- | ----------- | ----------- |
| 1992     | 11          | 5           |
| 1993     | 13          | 7           |
| 1994     | 5           | 2           |
| 1995     | 0           | 0           |
| 1996     | 10          | 6           |
| 1997     | 5           | 7           |
| 通算     | 44          | 27          |

### 出場
| No. | 開催日         | 開催都市     | スタジアム                         | 対戦相手         | 結果        | 監督                         | 大会                 |
| --- | -------------- | ------------ | ---------------------------------- | ---------------- | ----------- | ---------------------------- | -------------------- |
| 1.  | 1992年05月31日 | 東京都       | 国立霞ヶ丘競技場陸上競技場         | アルゼンチン     | ●0-1        | ハンス・オフト               | キリンカップ         |
| 2.  | 1992年06月07日 | 愛媛県       | 愛媛県総合運動公園陸上競技場       | ウェールズ       | ●0-1        | ハンス・オフト               | キリンカップ         |
| 3.  | 1992年08月22日 | 北京         |                                    | 韓国             | △0-0        | ハンス・オフト               | ダイナスティカップ   |
| 4.  | 1992年08月24日 | 北京         |                                    | 中華人民共和国   | ○2-0        | ハンス・オフト               | ダイナスティカップ   |
| 5.  | 1992年08月26日 | 北京         |                                    | 北朝鮮           | ○4-1        | ハンス・オフト               | ダイナスティカップ   |
| 6.  | 1992年08月29日 | 北京         |                                    | 韓国             | △2-2(PK4-2) | ハンス・オフト               | ダイナスティカップ   |
| 7.  | 1992年10月30日 | 広島県       | 広島県立びんご運動公園陸上競技場   | アラブ首長国連邦 | △0-0        | ハンス・オフト               | アジアカップ         |
| 8.  | 1992年11月01日 | 広島県       | 広島広域公園陸上競技場             | 北朝鮮           | △1-1        | ハンス・オフト               | アジアカップ         |
| 9.  | 1992年11月03日 | 広島県       | 広島広域公園陸上競技場             | イラン           | ○1-0        | ハンス・オフト               | アジアカップ         |
| 10. | 1992年11月06日 | 広島県       | 広島県総合グランドメインスタジアム | 中華人民共和国   | ○3-2        | ハンス・オフト               | アジアカップ         |
| 11. | 1992年11月08日 | 広島県       | 広島広域公園陸上競技場             | サウジアラビア   | ○1-0        | ハンス・オフト               | アジアカップ         |
| 12. | 1993年03月07日 | 福岡県       | 東平尾公園博多の森陸上競技場       | ハンガリー       | ●0-1        | ハンス・オフト               | キリンカップ         |
| 13. | 1993年03月14日 | 東京都       | 国立霞ヶ丘競技場陸上競技場         | アメリカ合衆国   | ○3-1        | ハンス・オフト               | キリンカップ         |
| 14. | 1993年04月08日 | 愛知県       | 神戸総合運動公園ユニバー記念競技場 | タイ             | ○1-0        | ハンス・オフト               | ワールドカップ予選   |
| 15. | 1993年04月11日 | 東京都       | 国立霞ヶ丘競技場陸上競技場         | バングラデシュ   | ○8-0        | ハンス・オフト               | ワールドカップ予選   |
| 16. | 1993年04月15日 | 東京都       | 国立霞ヶ丘競技場陸上競技場         | スリランカ       | ○5-0        | ハンス・オフト               | ワールドカップ予選   |
| 17. | 1993年04月18日 | 東京都       | 国立霞ヶ丘競技場陸上競技場         | アラブ首長国連邦 | ○2-0        | ハンス・オフト               | ワールドカップ予選   |
| 18. | 1993年04月28日 | ドバイ       |                                    | タイ             | ○1-0        | ハンス・オフト               | ワールドカップ予選   |
| 19. | 1993年04月30日 | ドバイ       |                                    | バングラデシュ   | ○4-1        | ハンス・オフト               | ワールドカップ予選   |
| 20. | 1993年05月05日 | ドバイ       |                                    | スリランカ       | ○6-0        | ハンス・オフト               | ワールドカップ予選   |
| 21. | 1993年05月07日 | アル・アイン |                                    | アラブ首長国連邦 | △1-1        | ハンス・オフト               | ワールドカップ予選   |
| 22. | 1993年10月04日 | 東京都       | 国立霞ヶ丘競技場陸上競技場         | コートジボワール | ○1-0(延長)  | ハンス・オフト               | アフロ・アジア選手権 |
| 23. | 1993年10月15日 | ドーハ       |                                    | サウジアラビア   | △0-0        | ハンス・オフト               | ワールドカップ予選   |
| 24. | 1993年10月18日 | ドーハ       |                                    | イラン           | ●1-2        | ハンス・オフト               | ワールドカップ予選   |
| 25. | 1994年07月14日 | 愛知県       | 神戸総合運動公園ユニバー記念競技場 | ガーナ           | ○2-1        | パウロ・ロベルト・ファルカン | アシックスカップ     |
| 26. | 1994年10月03日 | 広島県       | みよし運動公園陸上競技場           | アラブ首長国連邦 | △1-1        | パウロ・ロベルト・ファルカン | アジア大会           |
| 27. | 1994年10月05日 | 広島県       | 広島県総合グランドメインスタジアム | カタール         | △1-1        | パウロ・ロベルト・ファルカン | アジア大会           |
| 28. | 1994年10月09日 | 広島県       | 広島県立びんご運動公園陸上競技場   | ミャンマー       | ○5-0        | パウロ・ロベルト・ファルカン | アジア大会           |
| 29. | 1994年10月11日 | 広島県       | 広島県総合グランドメインスタジアム | 韓国             | ●2-3        | パウロ・ロベルト・ファルカン | アジア大会           |
| 30. | 1996年02月10日 | ウォロンゴン |                                    | オーストラリア   | ○4-1        | 加茂周                       | 国際親善試合         |
| 31. | 1996年02月14日 | メルボルン   |                                    | オーストラリア   | ●0-3        | 加茂周                       | 国際親善試合         |
| 32. | 1996年02月19日 | 香港         |                                    | ポーランド       | ○5-0        | 加茂周                       | カールスバーグカップ |
| 33. | 1996年02月22日 | 香港         |                                    | スウェーデン     | △1-1(PK4-5) | 加茂周                       | カールスバーグカップ |
| 34. | 1996年08月25日 | 大阪府       | 長居陸上競技場                     | ウルグアイ       | ○5-3        | 加茂周                       | 国際親善試合         |
| 35. | 1996年09月11日 | 東京都       | 国立霞ヶ丘競技場陸上競技場         | ウズベキスタン   | ○1-0        | 加茂周                       | JFA75周年記念試合    |
| 36. | 1996年10月13日 | 愛知県       | 神戸総合運動公園ユニバー記念競技場 | チュニジア       | ○1-0        | 加茂周                       | プーマカップ         |
| 37. | 1996年12月06日 | アル・アイン |                                    | シリア           | ○2-1        | 加茂周                       | アジアカップ         |
| 38. | 1996年12月09日 | アル・アイン |                                    | ウズベキスタン   | ○4-0        | 加茂周                       | アジアカップ         |
| 39. | 1996年12月15日 | アル・アイン |                                    | クウェート       | ●0-2        | 加茂周                       | アジアカップ         |
| 40. | 1997年03月15日 | バンコク     |                                    | タイ             | ●1-3        | 加茂周                       | 国際親善試合         |
| 41. | 1997年03月25日 | マスカット   |                                    | マカオ           | ○10-0       | 加茂周                       | ワールドカップ予選   |
| 42. | 1997年03月27日 | マスカット   |                                    | ネパール         | ○6-0        | 加茂周                       | ワールドカップ予選   |
| 43. | 1997年08月13日 | 大阪府       | 長居陸上競技場                     | ブラジル         | ●0-3        | 加茂周                       | 国際親善試合         |
| 44. | 1997年11月08日 | 東京都       | 国立霞ヶ丘競技場陸上競技場         | カザフスタン     | ○5-1        | 岡田武史                     | ワールドカップ予選   |

### 得点
| #  | 年月日        | 開催地                         | 対戦国                 | スコア    | 結果 | 試合概要                            |
| -- | ------------- | ------------------------------ | ---------------------- | --------- | ---- | ----------------------------------- |
| 1  | 1992年8月24日 | 中国、北京                     | 中国                   | 2-0       | 勝利 | ダイナスティカップ1992              |
| 2  | 1992年8月26日 | 中国、北京                     | 朝鮮民主主義人民共和国 | 4-1       | 勝利 | ダイナスティカップ1992              |
| 3  | 1992年8月26日 | 中国、北京                     | 朝鮮民主主義人民共和国 | 4-1       | 勝利 | ダイナスティカップ1992              |
| 4  | 1992年8月29日 | 中国、北京                     | 韓国                   | 2-2 PK4-2 | 引分 | ダイナスティカップ1992              |
| 5  | 1992年11月8日 | 日本、広島市                   | サウジアラビア         | 1-0       | 勝利 | AFCアジアカップ1992                 |
| 6  | 1993年4月11日 | 日本、東京                     | バングラデシュ         | 8-0       | 勝利 | 1994 FIFAワールドカップ・アジア予選 |
| 7  | 1993年4月11日 | 日本、東京                     | バングラデシュ         | 8-0       | 勝利 | 1994 FIFAワールドカップ・アジア予選 |
| 8  | 1993年4月15日 | 日本、東京                     | スリランカ             | 5-0       | 勝利 | 1994 FIFAワールドカップ・アジア予選 |
| 9  | 1993年4月15日 | 日本、東京                     | スリランカ             | 5-0       | 勝利 | 1994 FIFAワールドカップ・アジア予選 |
| 10 | 1993年4月18日 | 日本、東京                     | アラブ首長国連邦       | 2-0       | 勝利 | 1994 FIFAワールドカップ・アジア予選 |
| 11 | 1993年4月30日 | アラブ首長国連邦、ドバイ       | バングラデシュ         | 4-1       | 勝利 | 1994 FIFAワールドカップ・アジア予選 |
| 12 | 1993年5月5日  | 日本、東京                     | スリランカ             | 6-0       | 勝利 | 1994 FIFAワールドカップ・アジア予選 |
| 13 | 1994年10月5日 | 日本、広島市                   | カタール               | 1-1       | 引分 | アジア競技大会                      |
| 14 | 1994年10月9日 | 日本、尾道市                   | ミャンマー             | 5-0       | 勝利 | アジア競技大会                      |
| 15 | 1996年2月10日 | オーストラリア、ウロンゴン     | オーストラリア         | 4-1       | 勝利 | 親善試合                            |
| 16 | 1996年2月10日 | オーストラリア、ウロンゴン     | オーストラリア         | 4-1       | 勝利 | 親善試合                            |
| 17 | 1996年2月19日 | イギリス領香港                 | ポーランド             | 5-0       | 勝利 | カールスバーグカップ                |
| 18 | 1996年2月19日 | イギリス領香港                 | ポーランド             | 5-0       | 勝利 | カールスバーグカップ                |
| 19 | 1996年8月25日 | 日本、大阪市                   | ウルグアイ             | 5-3       | 勝利 | 親善試合                            |
| 20 | 1996年12月6日 | アラブ首長国連邦、アル・アイン | シリア                 | 2-1       | 勝利 | AFCアジアカップ1996                 |
| 21 | 1997年3月25日 | オマーン、マスカット           | マカオ                 | 10-0      | 勝利 | 1998 FIFAワールドカップ・アジア予選 |
| 22 | 1997年3月25日 | オマーン、マスカット           | マカオ                 | 10-0      | 勝利 | 1998 FIFAワールドカップ・アジア予選 |
| 23 | 1997年3月25日 | オマーン、マスカット           | マカオ                 | 10-0      | 勝利 | 1998 FIFAワールドカップ・アジア予選 |
| 24 | 1997年3月27日 | オマーン、マスカット           | ネパール               | 6-0       | 勝利 | 1998 FIFAワールドカップ・アジア予選 |
| 25 | 1997年3月27日 | オマーン、マスカット           | ネパール               | 6-0       | 勝利 | 1998 FIFAワールドカップ・アジア予選 |
| 26 | 1997年3月27日 | オマーン、マスカット           | ネパール               | 6-0       | 勝利 | 1998 FIFAワールドカップ・アジア予選 |
| 27 | 1997年11月8日 | 日本、東京                     | カザフスタン           | 5-1       | 勝利 | 1998 FIFAワールドカップ・アジア予選 |

## 指導歴
- 2003年 - 2004年 日本大学保健体育審議会サッカー部 コーチ
- 2005年 V・ファーレン長崎 技術アドバイザー
  - 2005年 JFA 公認S級コーチライセンス習得
- 2006年 - 2007年8月 横浜FC
  - 2006年1月 - 同年3月 トップチーム アシスタントコーチ
  - 2006年3月 - 2007年8月 トップチーム 監督
- 2008年 - 2009年10月 東京ヴェルディ
  - 2008年 トップチーム コーチ
  - 2009年 - 同年10月 トップチーム 監督
- 2010年 - 2012年 ロアッソ熊本 監督
- 2013年 - 2018年 V・ファーレン長崎 監督
- 2019年 - 2020年 大宮アルディージャ 監督
- 2021年6月 - 2022年5月 SC相模原 監督
- 2025年6月 - V・ファーレン長崎 監督

## 監督成績
| 年度   | 所属   | クラブ | リーグ戦 | リーグ戦 | リーグ戦 | リーグ戦 | リーグ戦 | リーグ戦 | カップ戦           | カップ戦 |
| 年度   | 所属   | クラブ | 順位     | 勝点     | 試合     | 勝       | 分       | 敗       | リーグ杯           | 天皇杯   |
| ------ | ------ | ------ | -------- | -------- | -------- | -------- | -------- | -------- | ------------------ | -------- |
| 2006   | J2     | 横浜FC | 優勝     | 93       | 47       | 26       | 15       | 6        | -                  | 3回戦    |
| 2007   | J1     | 横浜FC | 18位     | 11       | 22       | 3        | 2        | 17       | 予選リーグ         | -        |
| 2009   | J2     | 東京V  | 9位      | 60       | 44       | 17       | 9        | 18       | -                  | 2回戦    |
| 2010   | J2     | 熊本   | 7位      | 54       | 36       | 14       | 12       | 10       | -                  | 3回戦    |
| 2011   | J2     | 熊本   | 11位     | 51       | 38       | 13       | 12       | 13       | -                  | 2回戦    |
| 2012   | J2     | 熊本   | 14位     | 55       | 42       | 15       | 10       | 17       | -                  | 4回戦    |
| 2013   | J2     | 長崎   | 6位      | 66       | 42       | 19       | 9        | 14       | -                  | 2回戦    |
| 2014   | J2     | 長崎   | 14位     | 52       | 42       | 12       | 16       | 14       | -                  | 4回戦    |
| 2015   | J2     | 長崎   | 6位      | 60       | 42       | 15       | 15       | 12       | -                  | 2回戦    |
| 2016   | J2     | 長崎   | 15位     | 47       | 42       | 10       | 17       | 15       | -                  | 2回戦    |
| 2017   | J2     | 長崎   | 2位      | 80       | 42       | 24       | 8        | 10       | -                  | 2回戦    |
| 2018   | J1     | 長崎   | 18位     | 30       | 34       | 8        | 6        | 20       | グループリーグ敗退 | 3回戦    |
| 2019   | J2     | 大宮   | 3位      | 75       | 42       | 20       | 15       | 7        | -                  | 3回戦    |
| 2020   | J2     | 大宮   | 15位     | 53       | 42       | 14       | 11       | 17       | -                  | -        |
| 2021   | J2     | 相模原 | 19位     | 27       | 26       | 6        | 9        | 11       | -                  | 3回戦    |
| 2022   | J3     | 相模原 | 15位     | 7        | 8        | 2        | 1        | 5        | -                  | -        |
| 2025   | J2     | 長崎   | 位       |          |          |          |          |          | -                  |          |
| J1通算 | J1通算 | J1通算 | -        | -        | 56       | 11       | 8        | 37       | -                  | -        |
| J2通算 | J2通算 | J2通算 | -        | -        | 527      | 205      | 158      | 164      | -                  | -        |
| J3通算 | J3通算 | J3通算 | -        | -        | 8        | 2        | 1        | 5        | -                  | -        |

- 2006年は第2節より監督就任。
- 2007年は第22節で解任。
- 2009年は第44節で解任。
- 2021年は第17節より監督就任。
- 2022年は第8節で解任。

## タイトル

### 選手時代

#### クラブ
サンフレッチェ広島
- Jリーグ サントリーシリーズ : (1994年)

コンサドーレ札幌
- J2リーグ : (2000年のJリーグ ディビジョン2|2000年)

#### 代表
- ダイナスティカップ : (1992年)
- AFCアジアカップ : (1992年)

### 監督時代
横浜FC
- J2リーグ : (2006年)

### 個人
- 1985年 国民体育大会 得点王
- 1992年 ダイナスティカップ1992 得点王
- 1994年 Jリーグベストイレブン